# Platycnemis dealbata
Platycnemis dealbata – gatunek ważki z rodziny pióronogowatych (Platycnemididae). Występuje od Bliskiego Wschodu i południowo-zachodniej Rosji (Dagestan, Kraj Krasnodarski) po Tadżykistan, Uzbekistan, Afganistan, Pakistan i skrajnie północno-zachodnie Indie (Dżammu i Kaszmir).